# Claude Bessière (ingénieure)
Pour les articles homonymes, voir Claude Bessière et Bessière.
 (avril 2025).
La mise en forme du texte ne suit pas les recommandations de Wikipédia : il faut le « wikifier ».
Les points d'amélioration suivants sont les cas les plus fréquents :
- Les titres sont pré-formatés par le logiciel. Ils ne sont ni en capitales, ni en gras.
- Le texte ne doit pas être écrit en capitales (les noms de famille non plus), ni en gras, ni en italique, ni en « petit »…
- Le gras n'est utilisé que pour surligner le titre de l'article dans l'introduction, une seule fois.
- L'italique est rarement utilisé : mots en langue étrangère, titres d'œuvres, noms de bateaux, etc.
- Les citations ne sont pas en italique mais en corps de texte normal. Elles sont entourées par des guillemets français : « et ».
- Les listes à puces sont à éviter, des paragraphes rédigés étant largement préférés. Les tableaux sont à réserver à la présentation de données structurées (résultats, etc.).
- Les appels de note de bas de page (petits chiffres en exposant, introduits par l'outil «  Source ») sont à placer entre la fin de phrase et le point final[comme ça].
- Les liens internes (vers d'autres articles de Wikipédia) sont à choisir avec parcimonie. Créez des liens vers des articles approfondissant le sujet. Les termes génériques sans rapport avec le sujet sont à éviter, ainsi que les répétitions de liens vers un même terme.
- Les liens externes sont à placer uniquement dans une section « Liens externes », à la fin de l'article. Ces liens sont à choisir avec parcimonie suivant les règles définies. Si un lien sert de source à l'article, son insertion dans le texte est à faire par les notes de bas de page.
- La présentation des références doit suivre les conventions bibliographiques. Il est recommandé d'utiliser les modèles {{Ouvrage}}, {{Chapitre}}, {{Article}}, {{Lien web}} et/ou {{Bibliographie}}. Le mode d'édition visuel peut mettre en forme automatiquement les références.
- Insérer une infobox (cadre d'informations à droite) n'est pas obligatoire pour parachever la mise en page.

Pour une aide détaillée, merci de consulter Aide:Wikification.
Si vous pensez que ces points ont été résolus, vous pouvez retirer ce bandeau et améliorer la mise en forme d'un autre article.
Claude Bessière est une ingénieure civile des ponts et chaussées. Elle a exercé notamment la fonction de Directrice de l’Innovation dans l'entreprise Ingerop.

## Biographie

### Études
Claude Bessière a suivi un cursus à l'École nationale des ponts et chaussées.

### Carrière
Claude Bessière a consacré sa carrière à la conception, au calcul et à l’exécution de nombreux et grands ouvrages hydrauliques, d’aménagements hydroélectriques, de structures maritimes et d’infrastructures souterraines. En 1969, elle rejoint le bureau d’études SEEE, filiale du groupe GTM, où elle participe aux études d’exécution de l’aménagement hydroélectrique du barrage de Cahora Bassa au Mozambique. En 1976, elle devient Cheffe du Service des Aménagements Hydrauliques et Hydroélectriques de SEEE où elle dirige les études d’exécution du barrage de Songloulou au Cameroun. En 1979, elle est nommée Ingénieur en Chef chez SEEE et réalise les études de conception et d’exécution du Barrage de Mudhiq en Arabie Saoudite avec GTM International. En 1990, elle est nommée Directrice du Département Infrastructures d’INGEROP où elle supervise les études d’exécution du Barrage d’Osara au Nigéria, l’Avant Projet détaillé du Barrage de Dotté 3 en Guinée, et les études de l’Aménagement hydroélectrique de PETIT SAUT en Guyane. En 2000, elle devient directrice de l’Établissement « AMO et Projets Spéciaux » d’INGEROP où elle travaille sur des infrastructures de transport en assistance à maîtrise d’ouvrage. En 2013, elle devient Directrice de l’Innovation d’Ingerop et intègre son Comité de Direction.

### Responsabilités
Claude Bessière a été membre d’instances officielles et d'associations telles que :
- Commission Interministérielle de Sécurité du projet MUSE, piloté par le Cerema[2]
- CNESOR : Commission Nationale d’Évaluation de la Sécurité des Ouvrages Routiers
- Comité d’Orientation pour la recherche appliquée en génie civil du Ministère du Développement Durable
- Comité Français des Barrages Réservoirs
- Société Hydrotechnique de France

## Distinctions
1993 : Prix de l’innovation de la Fédération Nationale des Travaux Publics (FNTP) pour la mise au point du procédé de rehausse de barrages par éléments fusibles
2011 : Prix Construction Aménagement, avec son équipe duplex A86, tunnel nouvelle génération, au sein du Grand Prix National de l’Ingénierie décerné par le Ministère des Transports, de l’Équipement, du Tourisme et de la Mer et Syntec-Ingénierie, avec le Groupe Moniteur
2021 : Prix Albert Caquot de l’Association Française de Génie Civil (Claude Bessière est la première femme à recevoir ce prix particulièrement reconnu dans la profession)